# Revizorul
Revizorul (Ревизор) este o piesă de teatru de comedie scrisă de Nikolai Gogol. A fost publicată în 1836 și revizuită în 1842. Bazându-se pe o anecdotă pe care i-ar fi povestit-o Pușkin, piesa este o comedie a erorilor, satirizând lăcomia umană, prostia și extensiva corupție politică a Rusiei imperiale.

## Prezentare
Povestea are loc în anii 1830. Funcționarii corupți dintr-un orășel rus de provincie, în frunte cu primarul, reacționează cu groază la vestea că un inspector/revizor incognito  va sosi în curând în orașul lor ca să-i investigheze. Rafala de activități pentru a acoperi faptele lor corupte este întreruptă de vestea că o persoană suspectă a ajuns la han. Această persoană însă nu este un inspector; este Hlestakov, un funcționar public filfizon cu o imaginație sălbatică.

## Personaje

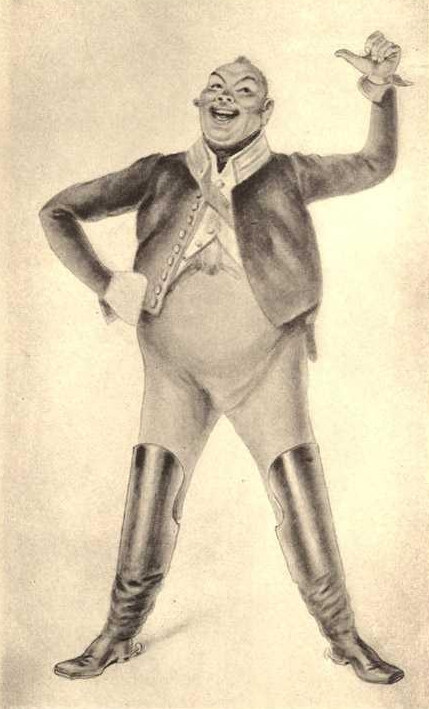
Primarul

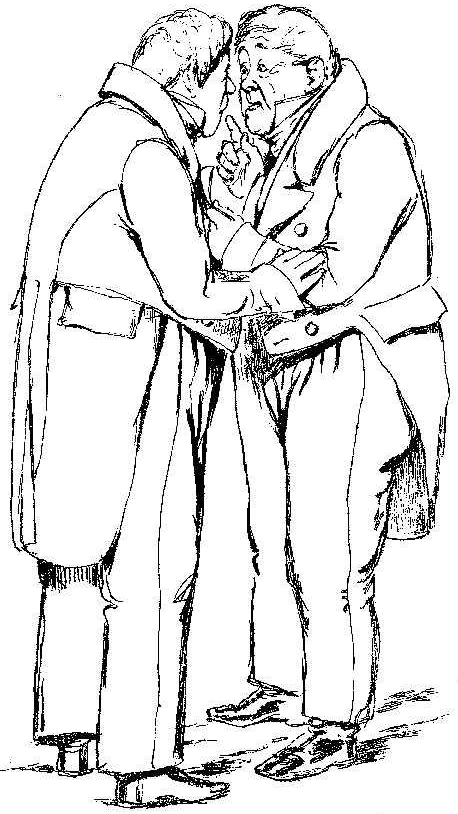
Dobcinski și Bobcinski

- Anton Antonovici Skvoznik-Dmuhanovski, primar
- Anna Andreevna, soția lui
- Maria Antonovna,  fiica lor
- Luka Lukici Hlopov, supraveghetor școlar
- soția lui Hlopov
- Ammos Feodorovici Leapkin-Teapkin, judecător
- Artemii Filippovici Zemlianika, directoarea spitalului
- Ivan Kuzmici Șpekin, diriginte poștă
- Piotr Ivanovici Dobcinski, proprietar de pământuri
- Piotr Ivanovici Bobcinski, proprietar de pământuri
- Ivan Alexandrovici Hlestakov,  un oficial de rang inferior de la Petersburg
- Osip, servitorul său
- Hristian Ivanovici Ghibner, medic
- Stepan Ivanovici Korobkin, Fedor Lyulyukov, Ivan Lazarevic Rastakovsky, funcționari pensionați, persoane de onoare în oraș.
- Stepan Ilici Uhovertov, executor judecătoresc
- Svistunov
- Derjimorda
- Negustori
- Abdulin, comerciant
- Mișka, un slujitor al primarului
- Un slujitor de la han
- Crainicul

## Teatru radiofonic

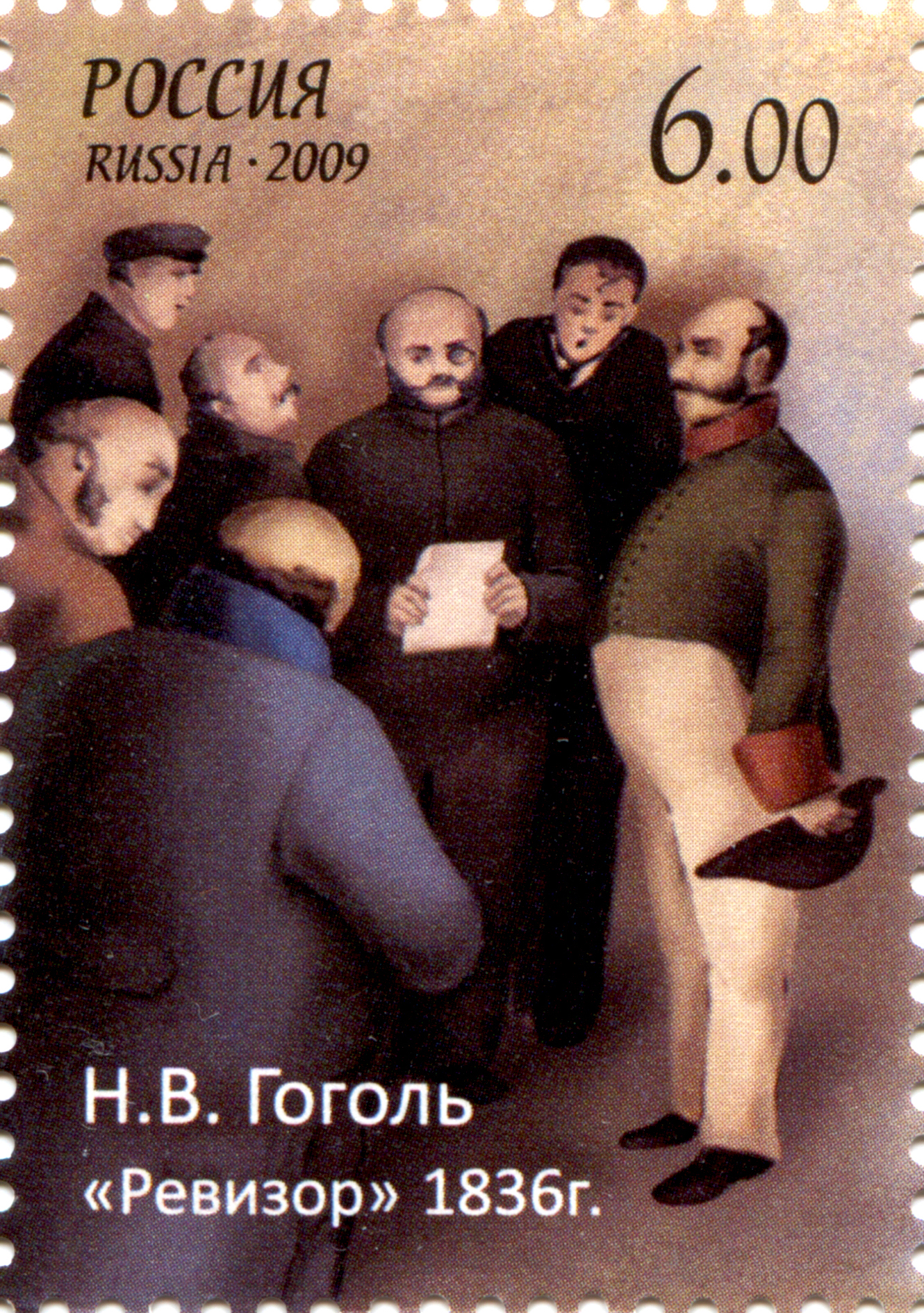
Marcă poştală cu personaje din Revizorul dedicată împlinirii a 200 de ani de la nașterea lui Nikolai Gogol, 2009

- 3 martie 1953 - Revizorul. Comedie în cinci acte, Teatrul Național Radiofonic, regia Sică Alexandrescu.[3] În rolurile principale au interpretat actorii: Alexandru Giugaru ca primarul, Silvia Fulda ca soția acestuia, Eugenia Popovici ca fiica acestuia, Mișu Fotino ca Luka Lukici Hlopov, Ion Henter ca Ammos Feodorovici Leapkin-Teapkin, George Calboreanu ca Artemi Filippovici Zemlianika, Nicolae Brancomir ca Ivan Kuzmici Șpekin, Marcel Anghelescu ca Piotr Ivanovici Dobcinski, Grigore Vasiliu-Birlic ca Piotr Ivanovici Bobcinski, Radu Beligan ca oficialul de rang inferior Ivan Alexandrovici Hlestakov, Costache Antoniu ca servitorul său Osip, Mircea Constantinescu ca Hristian Ivanovici Ghibner, Marcel Enescu ca Stepan Ivanovici Korobkin,  Horațiu Ionescu ca Stepan Ilici Uhovertov, Constantin Giura ca Svistunov, Gheorghe Soare ca Derjimorda, Nicolae Bălănescu, Constantin Bărbulescu, Nicolae Enache, Grigore Pavel Nagacevski ca Negustori, Șerban Iamandi - crainicul. Regia de studio: Ion Vova.[4]

## Ecranizări
- Revizorul  (1912)
- Revizorul  (1915)
- Revizorul  (1933)
- Revizorul  (The Inspector General, regia Henry Koster, 1949). Comedie muzicală care are loc într-o regiune coruptă a unei țări nespecificate care ajunge brusc sub supravegherea Primului Imperiu Francez
- Revizorul  (regia Vladimir Petrov, 1952)
- Incognito în Saint Petersburg (regia Leonid Gaidai, 1977)
- Revizorul  (1982)
- Revizorul (regia Serghei Gazarov, 1996)
- Ziua păcălelilor (regia Alexander Baranov, 2014)

## Vezi și
- Listă de piese de teatru rusești